# Quand on refuse on dit non
Quand on refuse on dit non est le dernier ouvrage écrit par Ahmadou Kourouma. Le roman, inachevé par suite du décès de l'écrivain, a été édité en 2004 aux Éditions du Seuil.
On y retrouve Birahima qui est de retour en Côte d'Ivoire. Kourouma y retrace les événements sombres de l'histoire récente de la Côte d'Ivoire au travers des yeux de cet ex-enfant soldat qui doit fuir Daloa pour échapper aux dérives de l'ivoirité.